# Ливърпул - ЦСКА „Септемврийско знаме“ (четвъртфинал за КЕШ 1982)
След като отстраняват отборите на „Реал (Сосиедад)“ и „Гленторан“ жребият отрежда на българския шампион ЦСКА „Септемврийско знаме“ да играе срещу английският колос „Ливърпул“. Определено е първата среща да се играе в Англия, а реваншът е в България.

## Четвъртфинал на Купата на европейските шампиони 1981-1982

### Първа среща, Ливърпул3 март1982г.
Първата среща на стадион Анфийлд в Ливърпул завършва успешно за отборът на Ливърпул, който атакува неспирно по време на мача. Англичаните обаче срещат много добре подредената защита на Аспарух Никодимов и успяват да реализират едва едно попадение дело на Роналд Уилън в 65-ата минута. Точните удари във вратата са 5:1 за Ливърпул, като единственото положение за ЦСКА е пропуснато от Стойчо Младенов в 50-ата минута.
| 3 март 1982 |

| Ливърпул ФК | 1 – 0 | ЦСКА „Септемврийско знаме“ |
| ----------- | ----- | -------------------------- |
| 32' Уилън   |       |                            |

| Анфийлд, Ливърпул 27 388 зрители Съдия: Конрад |

| Ливърпул ФК | ЦСКА „Септемврийско знаме“ |

| Ливърпул ФК: |    |                |
|              |    |                |
| В            | 1  | Брус Гробелар  |
| ДЗ           | 2  | Фил Нийл       |
| ЦЗ           | 5  | Марк Лорънсън  |
| ЦЗ           | 6  | Алън Хансен    |
| ЛЗ           | 3  | Алън Кенеди    |
| ДП           | 11 | Греъм Сунес    |
| ЦП           | 4  | Роналд Уилън   |
| ЦП           | 8  | Сами Лий       |
| ЛП           | 10 | Тери Макдърмът |
| Н            | 7  | Кени Далгиш    |
| Н            | 9  | Иън Ръш        |
| Треньор:     |    |                |
| Боб Пейсли   |    |                |

| ЦСКА „Септемврийско знаме“: |    |                         |
|                             |    |                         |
| В                           | 1  | Георги Велинов          |
| ДЗ                          | 2  | Красимир Безински       |
| ЦЗ                          | 3  | Динко Димитров          |
| ЦЗ                          | 4  | Методи Томанов          |
| ЛЗ                          | 5  | Георги Димитров „Джеки“ |
| П                           | 6  | Георги Илиев „Майкъла“  |
| П                           | 7  | Цветан Йончев           |
| П                           | 11 | Радослав Здравков       |
| Н                           | 8  | Стойчо Младенов         |
| Н                           | 9  | Спас Джевизов           |
| Н                           | 10 | Ружди Керимов           |
| Смени:                      |    |                         |
| П                           | ?  | Альоша Димитров         |
| Треньор:                    |    |                         |
| Аспарух Никодимов           |    |                         |

### Реванш, София17 март1982г.
Реваншът е на националният стадион „Васил Левски“ в София, изпълнен докрай от близо 70 000 зрители. В началото на срещата инициативата е на страната на „Ливърпул“ които изпускат чисто положение спасено от Георги Велинов. С течение на мача силите се изравняват. Първото полувреме завършва 0:0. Почти отчаяли се от резултата и неуспеха, футболистите на ЦСКА се хвърлят в атака. В 77-ата минута вратарят на „Ливърпул“ Брус Гробелар излиза неразчетено при едно центриране и Стойчо Младенов с глава вкарва на опразнената врата. Редовното време завършва при този резултат. По правилник трябва да се играят две продължения по 15 минути. В 100-тната минута Уилън се разминава с автогол, а в следващата атака след центриране на Никола Велков Стойчо Младенов с воле вкарва топката във вратата. „Ливърпул“ започва да атакуват настървено, но Марк Лорънсън е изгонен с червен картон, а Велинов успява да спаси всички положения пред вратата си. Мачът завършва при резултат 2:0 за ЦСКА, а зрителите на стадиона избухват в овации и възгласи. Заради победата футболистите на армейците са повишени в чин и им е предоставена парична награда от 130 лева.
| 17 март 1982 |

| ЦСКА „Септемврийско знаме“ | 2 – 0 (пр.) 1 – 0 в редовното време | Ливърпул ФК |
| -------------------------- | ----------------------------------- | ----------- |
| 77' Младенов 101' Младенов |                                     |             |

| Васил Левски, София 70 000 зрители Съдия: Вьорнер |

| ЦСКА „Септемврийско знаме“ | Ливърпул ФК |

| ЦСКА „Септемврийско знаме“: |    |                         |
|                             |    |                         |
| В                           | 1  | Георги Велинов          |
| ДЗ                          | 2  | Красимир Безински       |
| ЦЗ                          | 3  | Динко Димитров          |
| ЦЗ                          | 4  | Методи Томанов          |
| ЛЗ                          | 5  | Георги Димитров „Джеки“ |
| П                           | 6  | Георги Илиев „Майкъла“  |
| П                           | 7  | Цветан Йончев           |
| П                           | 11 | Радослав Здравков       |
| П                           | 10 | Пламен Марков           |
| Н                           | 8  | Стойчо Младенов         |
| Н                           | 9  | Спас Джевизов           |
| Смени:                      |    |                         |
| П                           | ?  | Никола Велков           |
| Н                           | ?  | Ружди Керимов           |
| Треньор:                    |    |                         |
| Аспарух Никодимов           |    |                         |

| Ливърпул ФК: |    |                |
|              |    |                |
| В            | 1  | Брус Гробелар  |
| ДЗ           | 2  | Фил Нийл       |
| ЦЗ           | 5  | Марк Лорънсън  |
| ЦЗ           | 6  | Фил Томпсън    |
| ЛЗ           | 3  | Алън Кенеди    |
| ДП           | 11 | Греъм Сунес    |
| ЦП           | 4  | Роналд Уилън   |
| ЦП           | 8  | Сами Лий       |
| ЛП           | 10 | Тери Макдърмът |
| Н            | 7  | Кени Далгиш    |
| Н            | 9  | Иън Ръш        |
| Смени:       |    |                |
| Н            | ?  | Дейвид Джонсън |
| П            | ?  | Крейг Джонстън |
| Треньор:     |    |                |
| Боб Пейсли   |    |                |